# Mic Geronimo
Mic Geronimo, de son vrai nom Michael McDermon, né le 14 septembre 1973 dans le Queens, New York, est un rappeur américain. Il est surtout connu pour son affiliation avec Irv Gotti, fondateur du label Murder Inc., ainsi que pour ses deux premiers albums The Natural et Vendetta.

## Biographie
McDermon est né en 1973 à Flushing, quartier du Queens, dans la ville de New York. Il développe son intérêt dans le hip-hop en écoutant des rappeurs comme LL Cool J et Big Daddy Kane, et dans la musique soul en écoutant des musiciens comme Stevie Wonder et Prince. Irv Gotti et son frère rencontrent Mic Geronimo au lycée dans un concours de talents. Ils décident alors d'enregistrer la chanson Shit's Real, qui deviendra un classique underground. Le titre censuré s'intitulera It's Real.
Mic Geronimo signe peu après un contrat avec Blunt/TVT Records, et publie son premier album, The Natural, le 28 novembre 1995. TVT n'est pas exactement un label de hip-hop respecté, mais l'album est tout de même bien accueilli. Il atteint la 18e place des Billboard Heatseekers, et la 48e place du Top R&B/Hip-Hop Albums. Le 28 octobre 1997, Geronimo publie son deuxième album, Vendetta, et rencontre un meilleur succès,. Il travaille avec Jay-Z, Ja Rule, DMX, The LOX et Puff Daddy lui-même pour le single Nothin' Move but the Money. Dans le clip de la chanson apparaît l'actrice pornographique Heather Hunter). L'album se classe 112e du Billboard 200.
Le 25 mars 2003, il publie son troisième album, Long Road Back.

## Discographie

### Albums studio
- 1995 : The Natural
- 1997 : Vendetta
- 2003 : Long Road Back
- 2007 : Alive 9/17/73

### Singles
- 1994 : Shit's Real
- 1995 : Masta I.C.
- 1996 : Wherever You Are
- 1998 : Nothin' Move But the Mone
- 2003 : Up Now